# Nikolaus Selzner
Nikolaus Selzner (20 février 1899 - 21 juin 1944) est un député allemand. Député NSDAP au Reichstag à partir de 1932, il fut commissaire général du district de Dniepropetrowsk en Ukraine de 1941 à 1944.

## Biographie
Nikolaus Selzner voit le jour à Groß-Moyeuvre en Lorraine, pendant la première annexion allemande. Après la "Hochschule", il s'inscrit au séminaire de Metz, avant de suivre une formation d'artisan serrurier. À la fin de la Première Guerre mondiale, Selzner est appelé sous les drapeaux et sert comme mitrailleur et mécanicien d'avion. 

### Entre-deux-guerres
Après la guerre et la rétrocession de la Moselle à la France, Nikolaus Selzner travaille comme un serrurier en Bavière. En 1924, il quitte Ansbach pour Worms, où il se rapproche, comme son compatriote Josef Wagner à cette époque, du NSDAP. Selzner devient membre du parti en 1925, puis membre de la S.A.. De février 1926 à juin 1928, il est nommé Ortsgruppenleiter, chef local du parti nazi à Worms. Il y fonde la section locale des Hitlerjugend, les jeunesses hitlériennes. En 1927, il est nommé responsable de district de l'arrondissement de Worms. À la suite d'un différend avec la direction régionale de la Hesse rhénane, il est exclu temporairement du parti en 1928. Il est réintégré rapidement et confirmé dans ses fonctions de chef de district.
En 1929, Nikolaus Selzner est promu Adjudant de la S.A. à Darmstadt. Après un nouveau conflit avec sa direction locale en 1930, il est nommé chef local et chef de district NSDAP à Ludwigshafen. En 1932, Selzner est élu député du NSDAP au Reichstag. Il sera réélu cinq fois de suite. En 1934, il est nommé chef adjoint du NSBO, le syndicat des travailleurs du NSDAP. Il est nommé responsable du Deutsche Arbeitsfront, l'association des travailleurs du NSDAP et chef du mouvement Kraft durch Freude, l'organisation sociale des membres du NSDAP. En 1936, il devient membre de la S.S.. En 1938, Nikolaus Selzner met en place le Deutsche Arbeitsfront dans le Reichsgau de la Région des Sudètes. Pour son action, il est promu SS-Oberführer, colonel, dans la S.S..

### Seconde Guerre mondiale
Promu "Hauptbefehlsleiter", grade du NSDAP équivalent au rang de général, Selzner est nommé à la tête du district de Dnipropetrovsk, le 1er septembre 1941. Ce district dépendait du Reichskommissariat Ukraine. Comme commissaire général du district, Selzner est, selon les sources soviétiques, responsable de la persécution de 17 000 personnes, appartenant à la communauté juive. Il est promu SS-Brigadeführer en mai 1942. 
Nikolaus Selzner est mort officiellement le 21 juin 1944, à Kaiserslautern en Rhénanie-Palatinat.

## Ses publications
- Der deutsche Rüstungsarbeiter, Berlin, Eher, 1942.
- Die deutsche Arbeitsfront, Berlin : Junker und Dünnhaupt, 1935.
- (dir.) Deutschland ist glücklicher geworden!, Flugschrift der DAF, Berlin, 1935.
- (dir.) Stationen der Tat : was gestern war - wie's heute ist - der Weg für morgen, Berlin, 1935

## Sources
- Joachim Lilla, Martin Döring, Andreas Schulz: Statisten in Uniform: Die Mitglieder des Reichstags 1933–1945. Ein biographisches Handbuch. Unter Einbeziehung der völkischen und nationalsozialistischen Reichstagsabgeordneten ab Mai 1924, Droste, Düsseldorf, 2004 (p. 613–614).
- Erich Stockhorst: 5000 Köpfe. Wer war was im Dritten Reich, Arndt, Kiel, 2000.
- Andreas Zellhuber: Unsere Verwaltung treibt einer Katastrophe zu.... Das Reichsministerium für die besetzten Ostgebiete und die deutsche Besatzungsherrschaft in der Sowjetunion 1941–1945, Vögel, Munich, 2006.
- Maier Franz: Biographisches Organisationshandbuch der NSDAP und ihrer Gliederungen im Gebiet des heutigen Landes Rheinland-Pfalz, v. Hase & Koehler, Mainz/Zarrentin, 2007.